# Erithacus rubecula
Il pettirosso (Erithacus rubecula (Linnaeus, 1857)) è un piccolo uccello passeriforme della famiglia dei Muscicapidae, in passato classificato come facente parte della famiglia dei Turdidae. È l'unica specie nota del genere Erithacus

## Descrizione
- Lunghezza = 13 – 14 cm
- Peso = 11 - 22 grammi
- Apertura alare = 20 - 22 cm
- Vita media = 3 - 4 anni

Il pettirosso è un piccolo uccello canoro europeo molto comune, presente in Italia d'inverno nelle zone di bassa quota e svernante regolare ad alte quote, migratore a breve raggio, territoriale anche durante lo svernamento.
Gli adulti hanno il petto e la fronte colorati di arancio, mentre il resto del piumaggio è di colore bruno oliva e il ventre bianco sporco. Ai giovani manca la colorazione arancione e sono fortemente macchiettati. È insettivoro e si alimenta generalmente a terra, ma anche in volo; in inverno i pettirossi non rifiutano grasso e semi, anche se non è la loro alimentazione base.
Nonostante l'aspetto apparentemente mansueto e diversamente da quanto si possa credere per un uccello di così piccole dimensioni, il pettirosso è estremamente aggressivo e territoriale nei confronti dei suoi consimili e di altre specie di piccoli uccelli: se due esemplari dello stesso sesso dovessero venir confinati in uno spazio delimitato, questi si azzufferebbero tra loro fino alla morte di uno dei due o addirittura di entrambi. La stessa spavalderia si dimostra anche nel ben noto comportamento vivace e confidente nei confronti dell'essere umano, al punto che non ha timore di avvicinarsi ad agricoltori o giardinieri che, lavorando la terra, hanno fatto venire alla luce vermi e larve.

## Distribuzione e habitat
La specie è diffusa in Eurasia e Nordafrica, estendendosi a ovest sino alle isole Azzorre e a est sino alla Siberia Occidentale.
I boschi di conifere sono il suo habitat naturale, ma è spesso presente anche in giardini, siepi, boschetti, boschi con sottobosco. Nidifica nei buchi o nelle spaccature di alberi, ai piedi delle siepi, nell'edera o anche in vecchi oggetti lasciati dall'uomo. Il nido ha la forma di una tazza perfettamente tonda.

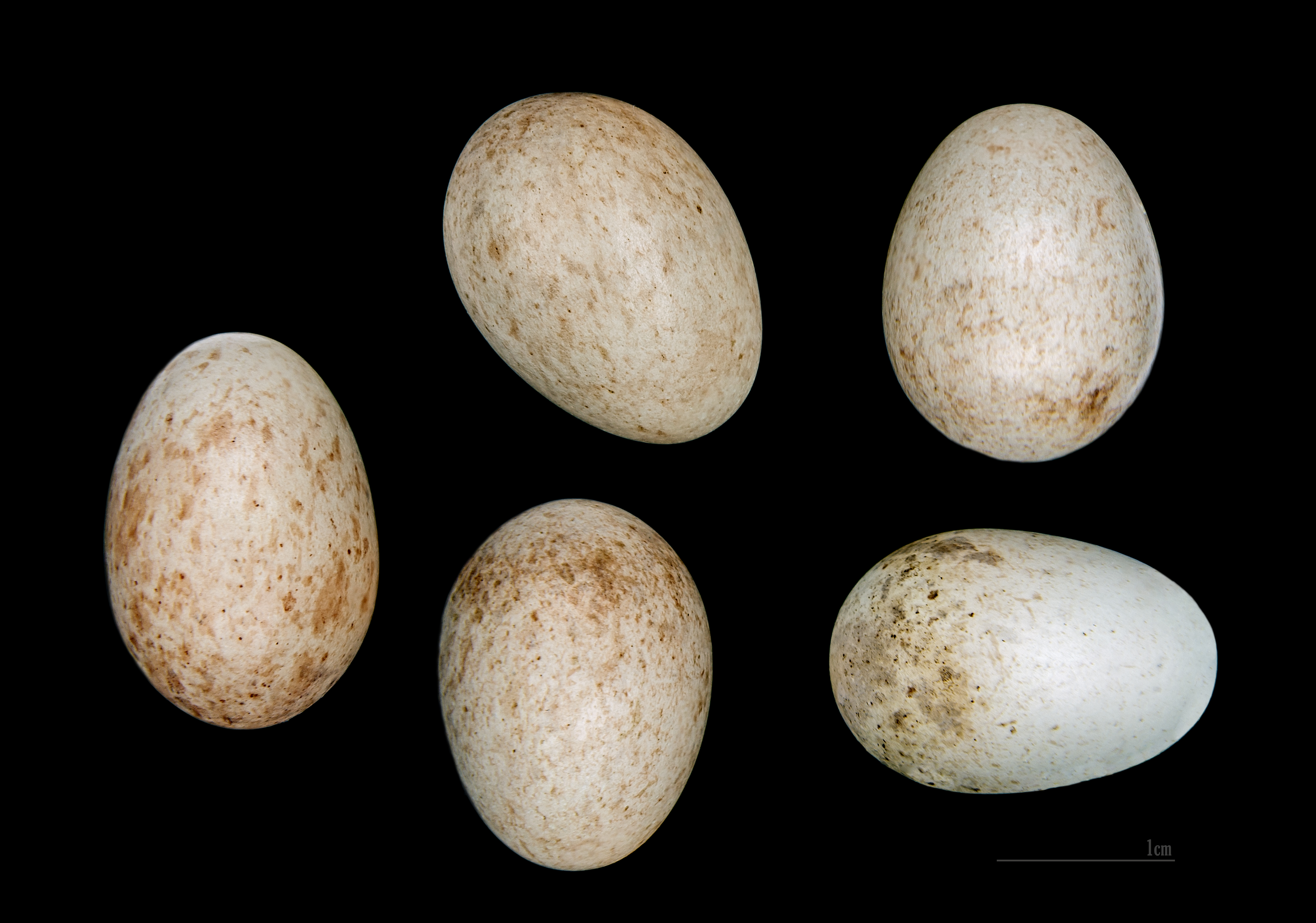
Uova di pettirosso.

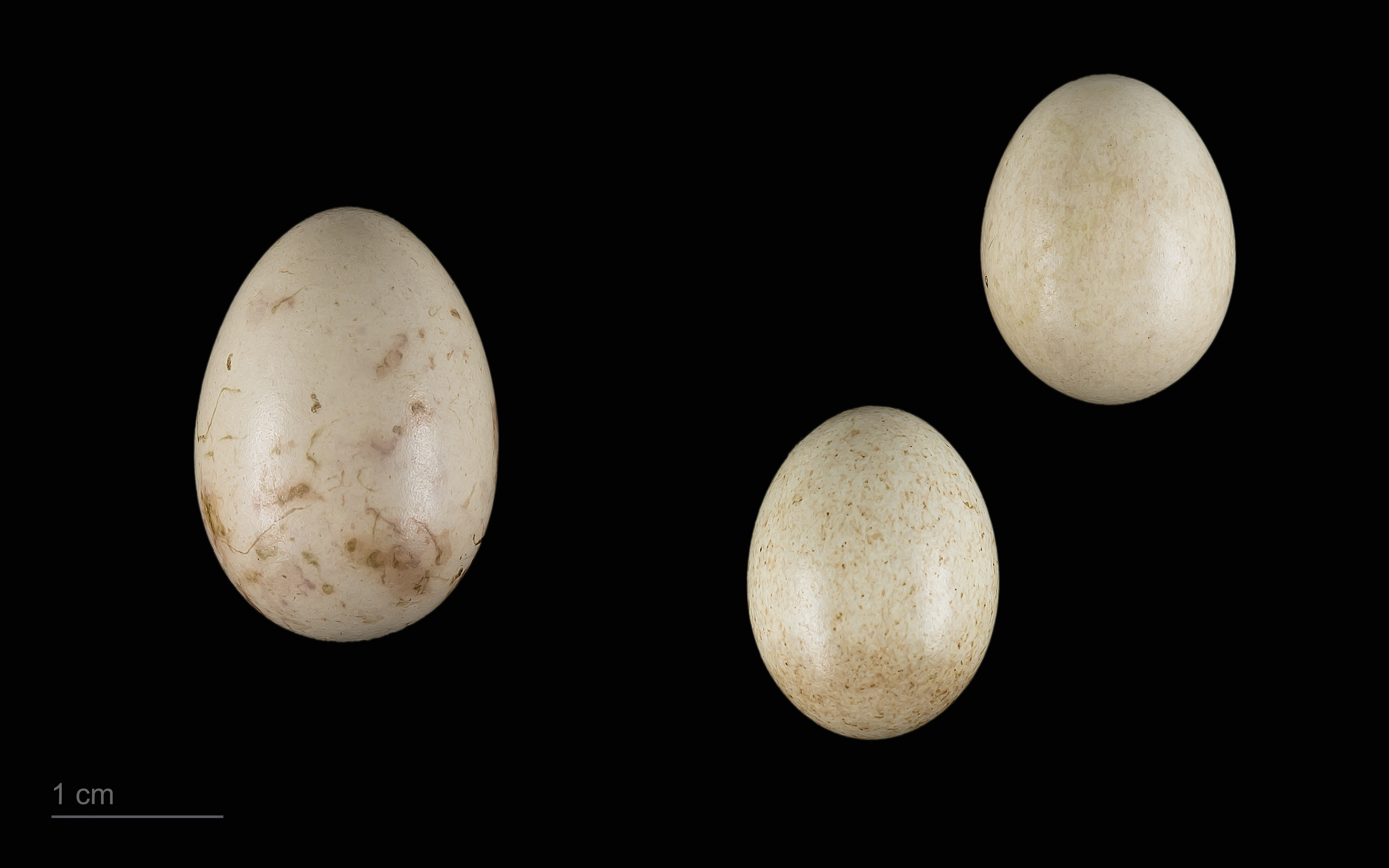
Cuculus canorus + Erithacus rubecula

### Riproduzione
Le uova sono color crema o bruno-rossastro con puntini rosso-marrone, e vengono tenute in incubazione dalla femmina per circa due settimane.
L'accoppiamento dei pettirossi avviene da dicembre in poi, ma può verificarsi anche più precocemente se gli animali sono ben nutriti. In genere la femmina raggiunge il maschio nel suo territorio e lì nidifica. I neonati prendono il volo 13-14 giorni dopo la schiusa delle uova. Quando la femmina depone la seconda covata, il maschio prende in carico il nutrimento della prima. 

### Alimentazione
Il pettirosso si nutre in aperta campagna nel sottobosco. Il suo regime alimentare è composto soprattutto da invertebrati che vivono nel suolo, fra cui insetti come coleotteri e rispettive larve, gasteropodi e vermi, ma anche ragni. Durante l'autunno e fino alla primavera consuma anche molte bacche e frutti piccoli.
La sua tecnica per procacciare il cibo è ben adattata sia alla vegetazione densa sia agli spazi aperti di ambienti naturali o antropizzati, e si basa sull'attenta osservazione e lo sfruttamento delle condizioni locali. Solitamente il pettirosso osserva l'ambiente vicino accovacciato su un ramo basso per individuare le prede e tendere un rapido agguato, ma può anche cercare cibo sul terreno saltellando qua e là, oppure ancora approfittare degli altri animali (cinghiali, cervi, fagiani e anche l'uomo) che correndo o scavando disturbano gli animali nel sottosuolo; ad esempio, è notorio l'interesse dei pettirossi verso persone che zappano la terra. Si sono anche osservati pettirossi che seguivano una talpa, intenta a scavare la galleria, per catturare i vermi.

### Canto
Il richiamo è un tic persistente e spesso ripetuto, una serie variata e definita di frasi corte e altamente gorgheggiate. Sia il maschio sia la femmina cantano d'inverno quando occupano territori separati: questo vuole dire che il canto è udibile durante tutto l'inverno. Spesso cantano anche all'imbrunire o al buio e vengono confusi con l'usignolo.

### Migrazione
Nel 1976 è stato scoperto che i pettirossi utilizzano una sorta di bussola di inclinazione biologica per orientarsi nella migrazione notturna.

## Specie simili

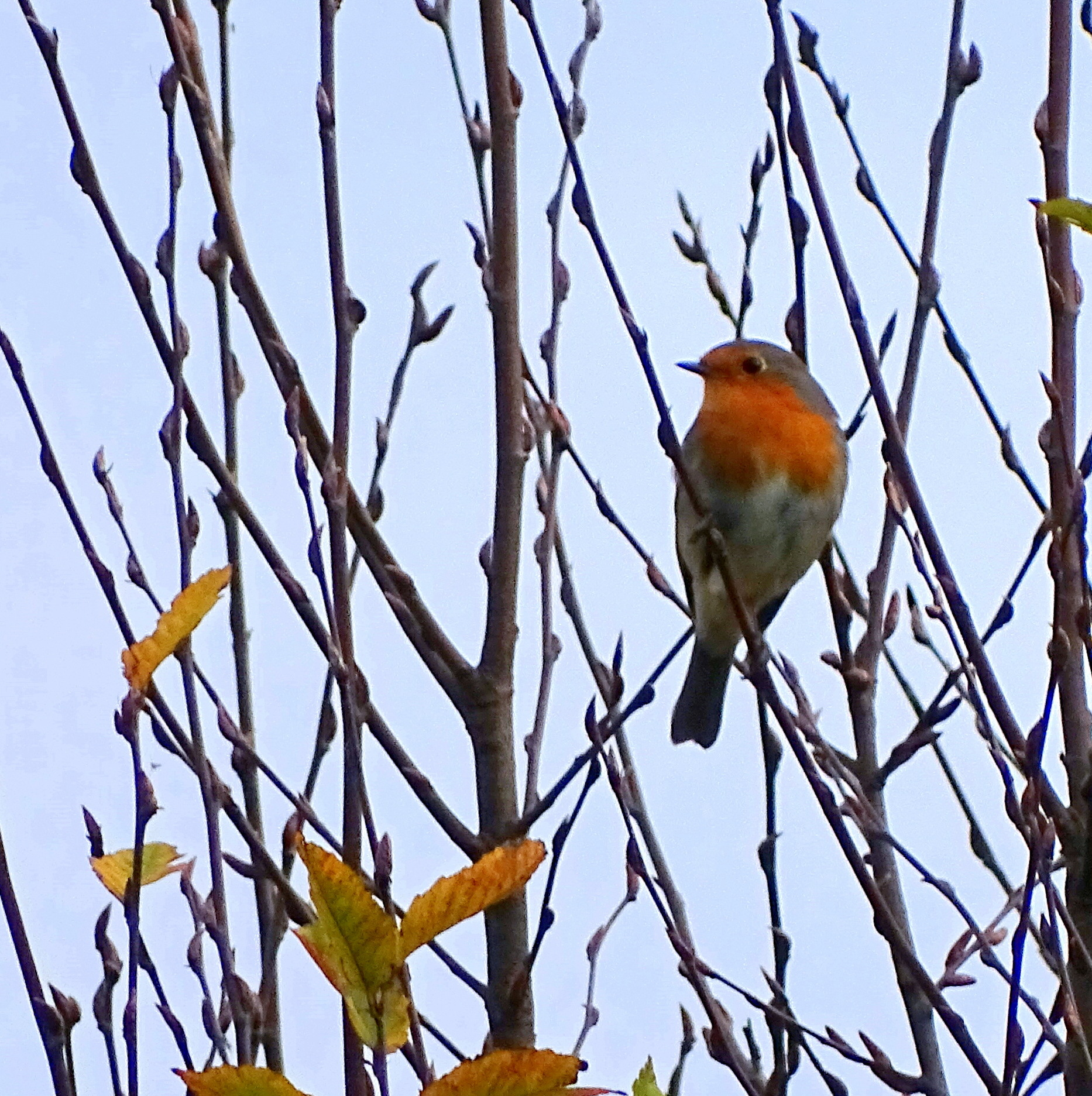
Esemplare adulto.

Presso i centri abitati di medio-bassa quota possono essere osservati in primavera e in estate altri piccoli passeriformi simili al pettirosso, quali il codirosso spazzacamino, il codirosso e l'usignolo. Quest'ultimo, grande poco più di un passero e di forme più slanciate rispetto al pettirosso, è caratterizzato da un piumaggio bruno uniforme con coda castana; il forte e melodioso canto, emesso anche di notte, è molto noto. Il codirosso, invece, grande quanto il pettirosso, è caratterizzato dalla coda rossastra spesso agitata in modo frenetico e dal piumaggio più chiaro di quello del congenere codirosso spazzacamino; il maschio è molto vistoso: fronte bianca, gola nera, petto rossiccio e dorso grigio.

## Il pettirosso nella cultura di massa
Il pettirosso, antico simbolo dell'anno nuovo, è colui che facilita il passaggio dall'inverno alla rinascita. Ecco anche perché una credenza di origine romagnola associa la migrazione dei pettirossi all'arrivo della neve.
Secondo una leggenda, il pettirosso si sarebbe insanguinato il petto tentando di rimuovere con il becco la corona di spine che circondava la testa di Gesù Cristo sulla croce. Per questo motivo il petto sarebbe rimasto macchiato di rosso.
Il suo canto melodioso venne imitato da Fryderyk Chopin nel tema principale della Grande Polonaise brillante op. 22, e da ciò è invalsa l'abitudine di chiamare il pettirosso lo "Chopin dell'aria", mentre più giusto sarebbe stato forse chiamare il musicista "Pettirosso di Varsavia".
Il cantautore Fabrizio De André nella sua canzone La domenica delle salme coniò l'espressione «un pettirosso da combattimento» che è poi diventata il titolo di un album di Loredana Bertè del 1997.

## Galleria d'immagini

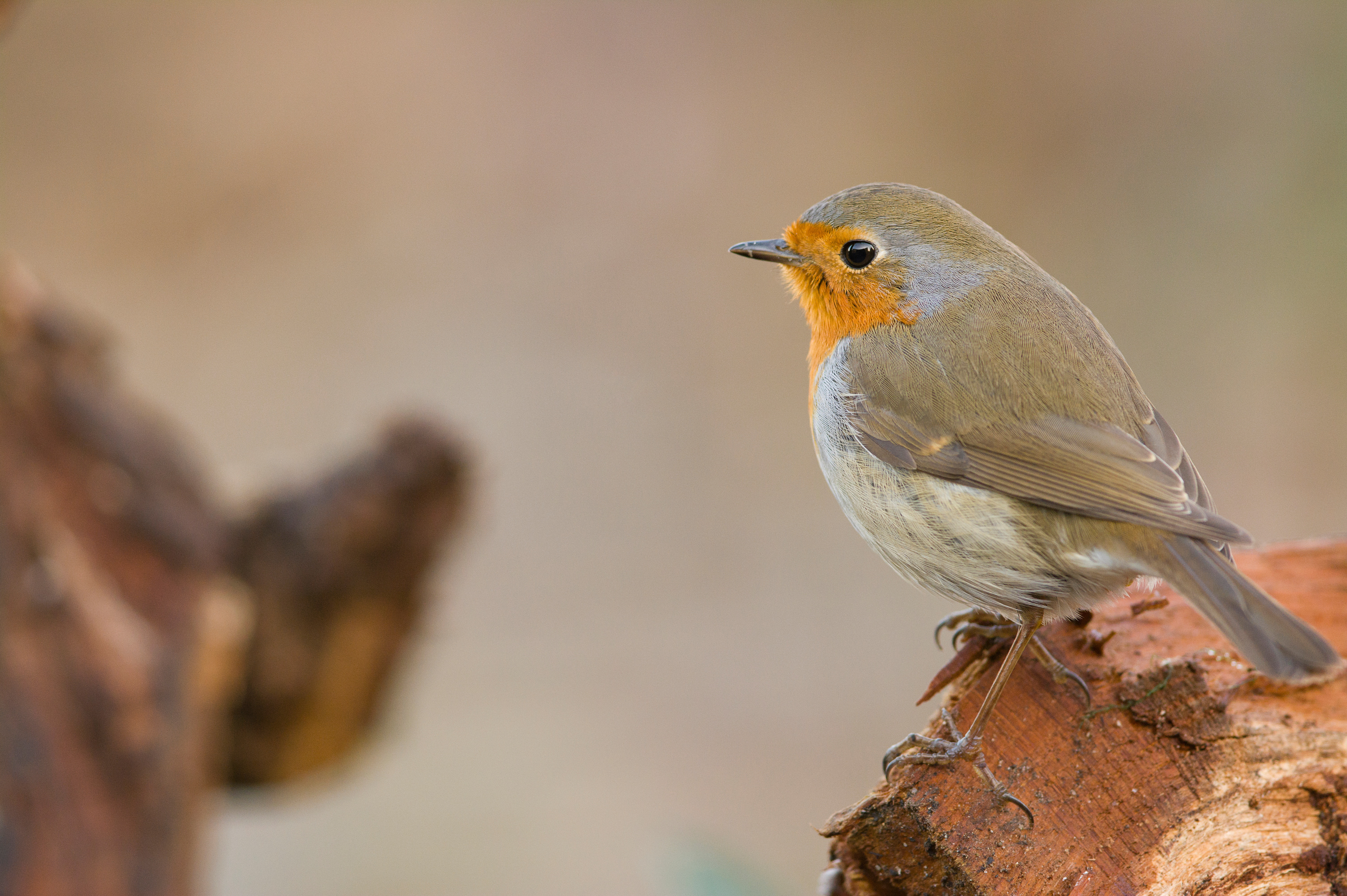
Pettirosso su un posatoio.
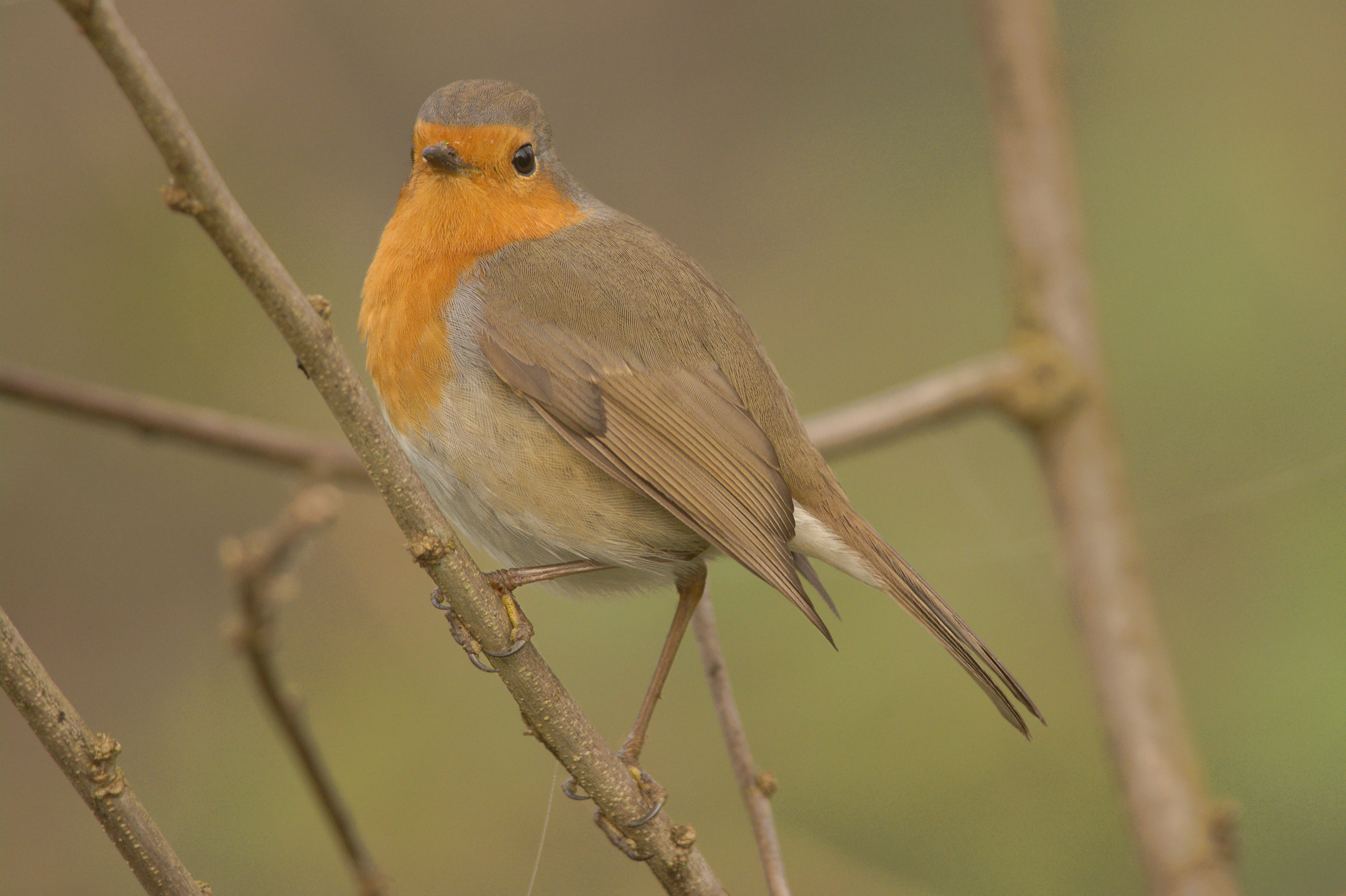
Pettirosso su un ramo.